# ヨエンドリス・ゴメス
ヨエンドリス・エイドリアン・ゴメス（Yoendrys Adrian Gómez, 1999年10月15日 - ）は、ベネズエラのヤラクイ州ニルグア出身のプロ野球選手（投手）。右投右打。MLBのシカゴ・ホワイトソックス所属。

## 経歴

### プロ入りとヤンキース時代
2016年7月2日にアマチュア・フリーエージェントでニューヨーク・ヤンキースと契約してプロ入り。
2017年に傘下のルーキー級ドミニカン・サマーリーグ・ヤンキースでプロデビューし、同じくルーキー級のガルフ・コーストリーグ・ヤンキースでもプレーした。
2018年も前年と同じ2チームでプレーした。
2019年はルーキー+級プラスキ・ヤンキースで開幕を迎え、シーズン途中にA級チャールストン・リバードッグスへ昇格した。
2020年は新型コロナウイルスの影響でマイナーリーグの試合が開催されず、公式戦への出場はなかった。オフにルール・ファイブ・ドラフトでの流出を防ぐために40人枠に登録された。
2021年はA級タンパ・ターポンズで9試合に登板した。
2022年は引き続きタンパで10試合に登板していたが、8月31日にAA級サマセット・ペイトリオッツに昇格して4試合に登板した。
2023年も引き続きサマセットでプレーしていたが、9月22日に飛び級でメジャー初昇格を果たし、同月28日に敵地ロジャーズ・センターにて行われたトロント・ブルージェイズ戦でメジャー初登板を果たした（ザック・マカリスターの後を受けて4番手として登板し、2回を無失点）。
2024年はAAA級スクラントン・ウィルクスバリ・レイルライダースで開幕を迎え、5月24日にメジャーに昇格した。その後は昇格と降格を交互に繰り返しながら7月29日までに5試合に登板し、翌30日にAAA級スクラントンに降格した。それ以降はメジャー再昇格を果たすことが出来ずにシーズンを終えた。
2025年は初の開幕ロースター入りを果たして6試合に登板したが、4月22日にタイラー・マツェックの昇格に伴ってDFAとなった。

### ドジャース時代
2025年4月25日にウェイバー公示を経て、ロサンゼルス・ドジャースへ移籍した。4月27日のピッツバーグ・パイレーツ戦で3イニングを投げセーブを挙げたが、4月30日のマイアミ・マーリンズ戦で1回で自責点4で降板、5月5日のマイアミ・マーリンズ戦で1/3回で自責点3となり降板、5月6日にDFAとなった。

### ホワイトソックス時代
2025年5月10日にウェイバー公示を経て、今度はシカゴ・ホワイトソックスへ移籍した。移籍後は、その日のうちにグレッグ・ジョーンズと入れ替わって40人枠入りし、翌11日にアクティブ・ロースター入りした。15日に敵地グレート・アメリカン・ボール・パークで行われた交流戦のシンシナティ・レッズ戦で移籍後初登板を果たした（ジャレッド・シュスターの後を受けて3番手で登板して1回を被安打1、無失点）。しかし、3試合の登板で、防御率8.10に終わり、5月21日、エイドリアン・ハウザーの獲得に伴い、DFAとなった。

## 詳細情報

### 年度別投手成績
| 年 度    | 球 団    | 登 板 | 先 発 | 完 投 | 完 封 | 無 四 球 | 勝 利 | 敗 戦 | セ 丨 ブ | ホ 丨 ル ド | 勝 率 | 打 者 | 投 球 回 | 被 安 打 | 被 本 塁 打 | 与 四 球 | 敬 遠 | 与 死 球 | 奪 三 振 | 暴 投 | ボ 丨 ク | 失 点 | 自 責 点 | 防 御 率 | W H I P |
| -------- | -------- | ----- | ----- | ----- | ----- | -------- | ----- | ----- | -------- | ----------- | ----- | ----- | -------- | -------- | ----------- | -------- | ----- | -------- | -------- | ----- | -------- | ----- | -------- | -------- | ------- |
| 2023     | NYY      | 1     | 0     | 0     | 0     | 0        | 0     | 0     | 0        | 0           | ----  | 8     | 2.0      | 1        | 0           | 0        | 0     | 1        | 4        | 0     | 0        | 0     | 0        | 0.00     | 0.50    |
| 2024     | NYY      | 5     | 0     | 0     | 0     | 0        | 0     | 0     | 0        | 0           | ----  | 54    | 11.1     | 11       | 2           | 7        | 0     | 1        | 10       | 1     | 0        | 5     | 5        | 3.97     | 1.59    |
| MLB：2年 | MLB：2年 | 6     | 0     | 0     | 0     | 0        | 0     | 0     | 0        | 0           | ----  | 62    | 13.1     | 12       | 2           | 7        | 0     | 2        | 14       | 1     | 0        | 5     | 5        | 3.38     | 1.43    |

- 2024年度シーズン終了時

### 年度別守備成績
| 年 度 | 球 団 | 投手（P） | 投手（P） | 投手（P） | 投手（P） | 投手（P） | 投手（P） |
| 年 度 | 球 団 | 試 合     | 刺 殺     | 補 殺     | 失 策     | 併 殺     | 守 備 率  |
| ----- | ----- | --------- | --------- | --------- | --------- | --------- | --------- |
| 2023  | NYY   | 1         | 0         | 0         | 0         | 0         | ----      |
| 2024  | NYY   | 5         | 1         | 1         | 0         | 0         | 1.000     |
| MLB   | MLB   | 6         | 1         | 1         | 0         | 0         | 1.000     |

- 2024年度シーズン終了時

### 背番号
- 94（2023年 - ）